# 克勞福德 (喬治亞州)
克勞福德（英語：Crawford）是一個位於美國喬治亞州奧格爾索普縣的城市。

## 地理
克勞福德的座標為33°53′00″N 83°09′19″W / 33.88333°N 83.15528°W，而該地的平均海拔高度為237米（即778英尺）。

## 人口
根據2010年美國人口普查的數據，克勞福德的面積為3.00平方千米，當中陸地面積為3.00平方千米，而水域面積為0.00平方千米。當地共有人口832人，而人口密度為每平方千米277.33人。